# SMSS J215728.21-360215.1
SMSS J215728.21-360215.1，通常稱為J2157-3602，是迄截至2018年所知成長最快的黑洞和最強大的類星體。這個類星體的紅移z=4.75，對應於同移距離為距離地球25×109 ly和光行距12.5×109 ly。澳大利亞國立大學在2018年5月宣布它是賽丁泉天文台的星圖家望遠鏡發現的。它的內在熱輻射光度是6.95×1014 L☉（2.66×1041 W）。
在2020年7月，根據即將發表在《皇家天文學會月刊》上的一項研究，該類星體中心的黑洞質量據說高達340億太陽質量 。